# Acacia triptera
Acacia triptera är en ärtväxtart som beskrevs av George Bentham. Acacia triptera ingår i släktet akacior, och familjen ärtväxter. Inga underarter finns listade i Catalogue of Life.